# 爸爸去哪兒
《爸爸去哪儿》（英語：Where Are We Going? Dad），是中国大陆湖南卫视从韩国MBC电视台引进的亲子真人秀，概念参考自MBC电视台节目《爸爸 你去哪儿》。《爸爸去哪儿》是湖南卫视继《变形计》之后又一档真人秀亲子互动节目。
第一季节目于8月开始录制，并于2013年10月11日接档选秀节目《快乐男声》。第二季于2014年6月推出，并在原来的12集的基础上增加至16集，播出时间横跨整个暑期档。第三季节目則於2015年5月17日在榆林拍摄，並於9月底在澳洲收官。第四季节目于2016年9月在阿勒泰地區哈巴河縣拍摄，并于年尾在黑龍江伊春收官。而第五季节目於2017年8月17日在平潭開始拍摄，並於11月12日在安徽黃山呈坎收官。
2016年3月，湖南卫视宣布，因广电总局发出《关于进一步加强电视上星综合频道节目管理的通知》的文件，故《爸爸去哪儿》从第四季節目开始不在湖南衛視播出，爸爸去哪兒第四季改以網絡綜藝的形式，從2016年10月起在芒果TV播出。

## 原版与引进
《爸爸去哪儿》，原版为韩国MBC电视台的综艺节目《爸爸！我們去哪裡？》，节目于2013年1月至播出2015年1月。2013年，湖南卫视引进该节目版权并着手制作与推出。这是湖南卫视继《我是歌手》之后第二度引进MBC的节目制作版权。
原版本的节目形态为五位明星父亲与自己的子女一起到偏僻的村庄或是条件较为恶劣的环境下生活三天兩夜或四天三夜，或是过夜旅行体验过程。湖南卫视版本在尊重原版的情况下，增加了侧重考验明星带孩子的能力，并向观众传递正能量，让更多的人更加重视亲子之间交流与互动。
从第二季起，《爸爸去哪儿》节目中陆续用游戏环节替换掉做饭、旅游等任务模式。谢涤葵透露，在第三季节目中邀请了国内的教育专辑和儿童互动专家设计游戏，并将这些游戏先在幼儿园、小学等地进行实验，能够获得孩子们欢心的游戏會采用到第三季节目当中。
《爸爸去哪儿》第四季延續前三季的親情，童真，快樂等元素，保留以往溫暖，感動的畫風和親子教育等主題。還將根據互聯網與衛視平台的不同，做出播出策略的調整。比如，節目時長不再受限，主片仍維持在90分鐘左右的長度，但節目組會根據觀眾喜好，分別跟踪記錄6對父子，供觀眾點播或直播。除了親子組合外，還將加入“星爸+素娃”模式，嘉賓由3對“法律意義上的父子”和3對“毫無血緣關係的父子”組成，這也就是為什麼錄製名單中會有歌手黃致列和運動員董力，他們將與素人小朋友組成“實習父子”，遵守總局規定的“星素結合”模式。

## 季度概述
直至目前为止，《爸爸去哪儿》六季的总结如下：
| 季度 | 首播           | 结束           | 集数 | 节目内容与路线 | 主持 |
| ---- | -------------- | -------------- | ---- | -------------- | ---- |
| 1    | 2013年10月11日 | 2013年12月27日 | 12   | 节目内容与路线 | 李锐 |
| 2    | 2014年6月20日  | 2014年10月3日  | 16   | 节目内容与路线 | 李锐 |
| 3    | 2015年7月10日  | 2015年10月30日 | 16   | 节目内容与路线 | 李锐 |
| 4    | 2016年10月14日 | 2017年1月6日   | 13   | 节目行程与路线 | 李锐 |
| 5    | 2017年9月14日  | 2017年12月7日  | 13   | 節目內容與路線 | 李锐 |
| 6    | 2019年12月19日 | 2019年12月28日 | 9    | 節目內容與路線 | 李锐 |

### 第一季(2013)
爸爸去哪兒第一季由《变形计》制作人谢涤葵及其团队和《我是歌手》制作人洪涛及其团队联合操刀打造。第一季于2013年10月11日首播，并于12月27日完结。该季请来了五组爸爸与他们的子女参加分别是来自臺灣演艺界的林志颖父子、中國大陸郭涛父子、电影导演王岳伦父女、凯渥旗下模特儿张亮父子，以及前奥运跳水冠军田亮父女全程参加。

### 第二季(2014)
第二季于2014年6月20日首播。该季请来了五组爸爸与他们的子女参加分别是来自演艺界的黄磊父女、陆毅父女、香港演员吴镇宇父子、活躍於臺灣的马来西亚籍歌手曹格及其儿子与女儿、以及奧運體操金牌杨威父子全程参加，并采用了「5+X」的轮换模式，即有嘉宾在中途上场。

### 第三季(2015)
第三季于2015年7月10日首播，前两季的总导演谢涤葵本季（第三季）升级为监制。该季请来了五组爸爸与他们的子女参加分别是来自演藝界的劉燁父子、胡軍父子、林永健父子、活躍於台灣的加拿大裔夏克立父女、以及奧運拳擊金牌鄒市明父子全程参加。

### 第四季(2016)
第四季于2016年10月7日在網絡平台芒果TV首播。该季请来了分别是来自演艺界的蔡国庆父子、沙溢父子、张伦硕继父女，以及前奥运跳水冠军田亮父子参加，还引入了實習爸爸环节，未婚的击剑队运动员董力、演艺界的黄致列及向佐，連同素人萌娃阿拉蕾及李亦航出演。

### 第五季(2017)
第五季于2017年9月7日在網絡平台芒果TV首播。该季请來了都是来自演艺界的香港演員陳小春父子、杜江父子、劉畊宏父女，以及活躍於臺灣的汶萊籍歌手和演員吳尊及其儿子与女儿参加，而實習爸爸方面，只有未婚的鄧倫，連同素人萌娃小山竹出演，組成形式也由原來的「3+3」調整為「4+1」，即四位父親攜帶自己的親生孩子，外加一位實習父親攜帶素人萌娃的形式。

### 第六季(2018)
原名《爸爸去哪儿》第六季，第六季最初定檔2018年8月16日在網絡平台芒果TV首播，不過官方在16日當日通過微博宣佈延期播出。该季请来了都是来自演艺界的香港演員陳小春父子、杨烁父子、包贝尔父女、耿乐父子参加，而實習爸爸方面，只有未婚的何猷君，連同素人萌娃李昀軒、李昀桐出演。

## 影响
《爸爸去哪儿》第一季开播之后，收视率节节攀升，从第二期开始直接飙涨到2.5，第三、四期直接破3，成为所有电视频道于22点档开播的节目中，第一个收视率达到3%以上的节目。节目不仅自身收视高，还拉提了湖南卫视其他节目，在2013年11月2日播出的《快乐大本营》《爸爸去哪儿》专场的节目中，原本常态收视平均为2%的收视率爆冲到4.2%，创近几年新高，而在2013年10月18日中播出的《天天向上》《爸爸去哪儿》专场中，原本常态节目收视率为1%到1.5%之间瞬间爆冲到1.9%，足见节目的高话题性与影响力。

### 对综艺节目的影响
- 《爸爸去哪儿》的热播引发中国国内对综艺节目的再度思考，有评论预测2014年的电视台综艺节目中，音乐选秀将逐渐淡出荧屏，“亲子”“互动”类型的综艺节目将会扎堆出现。
- 《北京青年报》认为节目将爸爸在亲子教育中容易被忽略的角色展现在大众面前，让人重新思考在亲子教育中爸爸的角色，同时节目中爸爸引导孩子们解决生活问题，并通过与孩子的沟通来拉近彼此的了解[18]。同时，也有批评的言论称《爸爸去哪儿》借孩子的天真来赚噱头，娱乐性胜过教育意义。另外，《爸爸去哪儿》节目版权引进自韩国文化广播公司，这也令《人民日报》等媒体批评中国大陆现时的综艺节目一窝蜂的模仿与引进，进一步打压了原创节目的空间。[19]

### 对旅游业的影响
《爸爸去哪儿》带红了拍摄地点的一批村庄，第一季首集节目于北京灵水村录制，节目播出之后该地瞬间爆红成为旅游景点，于云南省普者黑和山东省威海市鸡鸣岛录制期间，制作单位和参加人员遭到了人群围观。在最后一站拍摄地点牡丹江雪乡被媒体提前在拍摄的前两日被曝光后，当地的旅行社马上组织了“爸爸去哪儿雪乡探班团”旅行套餐。第三季其中一拍摄地陕西省榆林市子洲县王阳洼村的5户村民，被当地政府要求腾出明星们曾住过的窑洞，以供游客参观或者留宿。

### 对艺人的影响
- 王诗龄母亲李湘在2013年10月底为女儿开通新浪微博，每条微博转发都上千条，评价更是有接近上万条，至2014年1月粉丝数量便已经突破五百万[24]；其母李湘的微博粉丝也超千万[25]。
- 林志颖在内地的人气上升，也遭受一些质疑，如因宣传“逆生长”胶原蛋白产品被方舟子打假事件。[26][27]
- 有网友曾以湖南卫视临时工摄影师自居，在论坛上发表名为“八一八爸爸去哪儿的黑幕”，爆料称王诗龄在《爸爸去哪儿》节目中乱发脾气有心机[28]，爸爸们也勾心斗角，其后该网友又突然发文道歉，否认自己是湖南卫视临时工并承认是自己造谣，全因当天心情不好并想写点东西，所以才写了那篇帖子，并将很多细节通过自己的想像编造串联在一起。[29]
- Feynman參與爸爸去哪兒 (第二季)最后一站在新西蘭拍時眼角受傷，被送去醫院縫了針。節目組在官微中承認小伙伴玩耍時，跌倒撞到了桌角。在台灣的媒體看片會上總導演謝滌葵卻又重提Feynman受傷之事，稱是Feynman不小心撞到樓梯所致，且稱當時無人在旁、無機器拍攝。這種前后矛盾不一的說法引發了網友及粉絲的意見[30]。吳鎮宇在2015年5月19日接受訪問時表示兒子Feynman的傷最終確診為永久性傷害(吳鎮宇其後表示Feynman眼角疤痕永久性伤害，即便之后微整形也无法完全复原)[31]，而節目組至今無人負責，他表示将诉诸法律解决此事[32]。湖南卫视在2015年5月21日於其官方微博对“Feynman受伤”事件发表声明称：事故发生后，导演组多次征询吴镇宇先生及Feynman是否终止拍摄，但他们表示可以继续参加节目；节目组多次与保险公司沟通希望推动理赔，同时请吴镇宇方面提交相关书面鉴定结论和医疗单据，吴镇宇方面暂未提供治疗单据和具体鉴定，因此一直无法落实保险赔付事宜[33]。5月23日，吴镇宇出席活动時表示单据问题昨天(5月22日)已缕清楚，並和湖南台高层专程就Feynman受伤保险赔偿一事谈的很好，吴镇宇表示感谢湖南卫视拿出了诚恳的态度来解决此事[34]。

### 其他
- 2013年12月6日第一季第九期播出当日，湖南卫视和游戏厂商联合百度公司开发的同名游戏首发，成为首个开发成游戏的湖南卫视综艺节目[35][36]。

- 根据广电总局2013年12月电视剧立项中，出现了一部将拍摄40集电视连续剧《爸爸去哪儿》立项，内容主要讲述单身父亲经营家庭和事业的故事[37]。与之前《爸爸去哪儿》电视节目和电影的制作方、出品方湖南卫视、天娱传媒不同，这部电视剧的制作单位变成了华夏视听环球传媒公司。湖南卫视工作人员向记者表示，《爸爸去哪儿》本身就是电视节目，推出电视剧版本的可能性微乎其微[38]。对于此立项，湖南卫视常务副总监李浩表示目前《爸爸去哪儿》的商标正在申请中[37][38]，李浩表示“有关事件已经交给法务部门处理，现阶段不方便公开评论”，并表示“《爸爸去哪儿》的商标现在正在申请过程中，我们相信能够维护湖南卫视的正当权利”[37]。报备电视剧《爸爸去哪儿》的华夏视听环球传媒公司，对方以不方便回应拒绝了采访[38]。
- 由于在第二季有不实的信息，五位爸爸联名发布《以沉默之名守护爱》，微博静默约10个小时[39]。
- 虽然本节目的宗旨是希望父母和孩子之间有更多交流和陪伴，但因为幕后工作人员，包括制作人在内，很多已有家室，他们反而与自己的子女越来越生疏，与此宗旨背道而驰。在《和爸爸在一起》，谢涤葵也心存愧疚。[40]

## 同名电影
| 片名               | 備註 |
| ------------------ | --- |
| 爸爸去哪儿 (电影)  | 《爸爸去哪儿》，是一部2014年于中国上映的电影，电影的内容和电视剧版爸爸去哪儿一样是以完成任务为主，讲述五个家庭人物接到邀集到广东，广州长隆野生动物园完成任务，由出演《爸爸去哪儿 (第一季)》的父亲和孩子出演，于2014年1月31日中国大陆上映。                          |
| 爸爸去哪儿2 (电影) | 《爸爸去哪儿2大电影》，是一部2015年于中国上映的电影，电影的内容和电视剧版爸爸去哪儿一样是以完成任务为主，讲述四个家庭人物接到邀集去 斐济塔韋烏尼島完成任务，由出演《爸爸去哪儿 (第二季)》的父亲和孩子（吴镇宇和Feynman并未参加）出演，于2015年2月19日中国大陆上映。 |

## 同名动画
| 片名                 | 備註 |
| -------------------- | --- |
| 动画片《爸爸去哪儿》 | 于2014年5月10日18：00起以周播配套形式在金鹰卡通卫视播出，动画片的人物形象则由漫画家朱新楠设计，并邀请“喜羊羊之父”黄伟明及其团队负责制作，片中除了原《爸爸去哪儿》中五对深入人心的父子形像外，还新创作了一类生物“哪鹅”融入片中。 |

## 衍生產品
- 爸爸去哪兒 (遊戲)
- 爸爸去哪兒食品